# Marie Karlsson
Marie Karlsson, född 4 december 1963, är en svensk fotbollsspelare som spelade som mittfältare för Sveriges damlandslag i fotboll. Hon var med i EM 1987 och EM 1989, och var med och tog brons i VM 1991. På klubbnivå spelade hon för Öxabäcks IF i Sverige, med vilka hon vann två SM-guld.